# Радіопедія
Радіопедія (анг. Radiopaedia) — це міжнародний спільний навчальний вебресурс з питань радіології, що базується на wiki, який містить довідкові статті, рентгенологічні зображення та медичні випадки пацієнтів. Цей сайт належить компанії Investling, приносячий прибуток від реклами, курсів та платних прихильників. Він також містить радіологічну енциклопедію. На 2020 рік це найбільший у світі вільний доступний радіологічний ресурс із понад 35 000 випадків пацієнтів та понад 13 000 спільних статей на теми, пов'язані з радіологією. Відкритий характер редагування статей дозволяє рентгенологам, рентгенографам, сонографам та іншим медичним працівникам, зацікавленим у медичній візуалізації, змінювати та вдосконалювати більшість вмісту.

## Історія
Спочатку сайт був створений за допомогою MediaWiki, тієї самої програмної платформи, що і Wikipedia, але зараз працює на власному коді, написаному фірмою TrikeApps. У 2010 році майже всі статті та колекції зображень від radswiki (аналогічна радіологія на основі wiki) були подаровані Радіопедії.
У 2009 році вийшов перший додаток Radiopaedia для iPhone.

## Опис
Місія Радіопедії полягає у створенні найкращого довідника про радіологію, який коли-небудь бачив світ, і в тому, щоб зробити знання про радіологію  безкоштовними та вільними назавжди для всіх. Сайт був заснований австралійським доцентом нейрорадіологом Френком Гайардом у грудні 2005 року. Спочатку його дописували лише в Австралії, але зараз його доповнюють у всьому світі, проте вміст сайту лише англійською мовою.